# Tramea onusta
Tramea onusta ist eine Libellen-Art der Gattung Tramea aus der Unterfamilie Pantalinae. Verbreitet ist die Art vor allem im Südwesten der USA sowie in Mexiko, Mittelamerika, auf den Westindischen Inseln und in Venezuela.

## Merkmale

### Bau der Imago
Tramea onusta hat eine Gesamtlänge von 41 bis 48 mm, das Abdomen ist 28 bis 34 mm lang. Der Kopf ist wie der Thorax braun. Bei den Männchen wird der Kopf mit dem Alter rot.
Die Hinterflügel erreichen eine Länge von 37 bis 42 mm und weisen wie die Vorderflügel im Bereich der Basis rötlich braune Adern auf. Die Hinterflügel haben außerdem noch ein braunes Band, das sich üblicherweise nicht über die Mitte der Analschleife hinaus erstreckt. In diesem Band befindet sich zudem noch ein durchsichtiger Fleck. Sie besitzt zwölf Antecubitaladern sowie neun Postcubitaladern.
Die Beine sind am Ansatz blass und werden dann dunkler. Das Abdomen ist bei Jungtieren gelblich braun und wird bei den Männchen mit dem Alter rot. Die Segmente acht bis zehn sind seitlich blass, dorsal hingegen schwarz.

## Weblink
- Tramea onusta in der Roten Liste gefährdeter Arten der IUCN 2013.2. Eingestellt von: Paulson, D. R., 2007. Abgerufen am 24. Februar  2014.